# Certificat de cession
Le certificat de cession est un document administratif indispensable à la vente d'un véhicule d'occasion en France. 

## Description
Le formulaire à remplir s'intitule Certificat de cession d'un véhicule d'occasion. 
La version actuelle (octobre 2020) de cet imprimé est enregistrée au CERFA sous le numéro 15776*02.
Lors de la vente ou de la cession à titre gratuit d'un véhicule d'occasion (voitures, motos...), le certificat de cession doit être rempli conjointement par l'ancien et le nouveau propriétaire du véhicule. Chacun en garde un exemplaire. 
Dans les quinze jours suivant la cession du véhicule, l'ancien propriétaire doit déclarer cette cession par voie électronique à l’adresse https://immatriculation.ants.gouv.fr ou par l’intermédiaire d’un professionnel de l’automobile, sur présentation du certificat de cession. Cette déclaration en ligne remplace l'envoi à la préfecture du 3e exemplaire de l'ancien formulaire 13754*03. 

## À quoi sert le certificat de cession d’une voiture?
Le certificat de cession d'une voiture est un document officiel qui atteste du transfert de propriété d'un véhicule d'un vendeur à un acheteur. Ce document doit être rempli et signé par le vendeur et l'acheteur lors de la vente d'un véhicule d'occasion en France.
Le certificat de cession sert à plusieurs fins, notamment :
1. Pour l'acheteur : il permet d'immatriculer le véhicule à son nom auprès de la préfecture. Sans ce document, l'acheteur ne peut pas obtenir la carte grise du véhicule.
2. Pour le vendeur : il permet de prouver que le véhicule a bien été vendu et que la responsabilité de l'utilisation du véhicule a été transférée à l'acheteur.
3. Pour l'administration : il permet de mettre à jour les informations relatives à la propriété du véhicule dans le fichier des véhicules de la préfecture.

Le certificat de cession est un document essentiel lors de la vente d'un véhicule d'occasion, car il permet à l'acheteur d'immatriculer le véhicule à son nom et au vendeur de se décharger de la responsabilité liée à l'utilisation du véhicule. Il est tout à fait possible de télécharger un certificat de cession d’une voiture en ligne. Il suffit d’aller sur un site, puis compléter le formulaire demandé et vous recevez votre certificat de cession à imprimer par e-mail.